# グウィリム・ロイド・ジョージ (初代テンビー子爵)

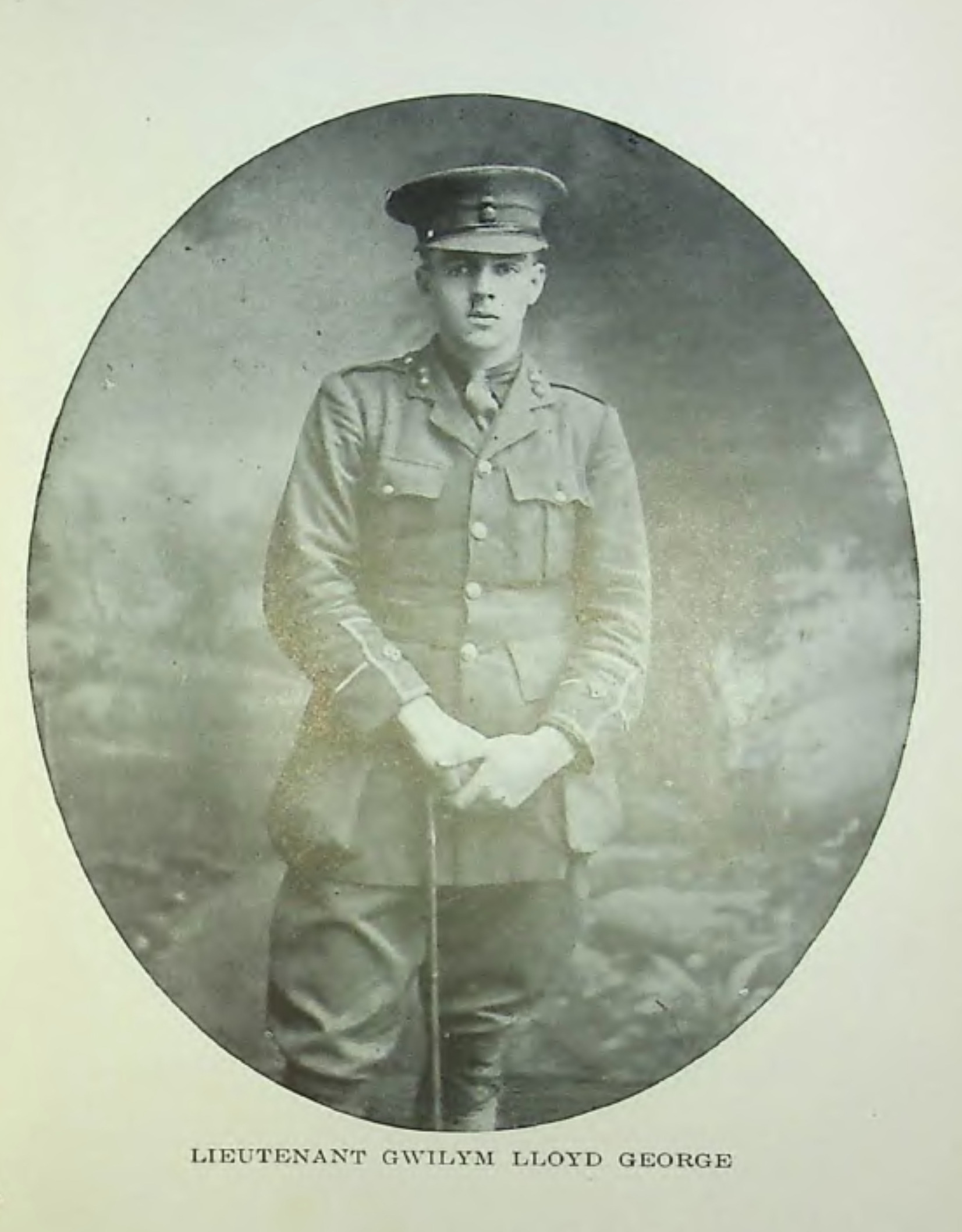
グウィリム・ロイド・ジョージ（1916年）

初代テンビー子爵グウィリム・ロイド・ジョージ（英語: Gwilym Lloyd-George, 1st Viscount Tenby, TD, PC、1894年12月4日 - 1967年2月14日）は、イギリスの政治家、貴族。
保守党政権下で閣僚職を歴任した。首相デイヴィッド・ロイド・ジョージの三男にあたる。

## 経歴
1894年12月4日に自由党の革新政治家デイヴィッド・ロイド・ジョージ（後の首相）とその先妻マーガレット（旧姓オーウェン）の三男として生まれる。
イーストボーン・カレッジを経てケンブリッジ大学ジーザス・カレッジへ進学した。
1922年から1924年までと、5年間の落選期を挟んで、1929年から1950年までペンブルックシャー選挙区から、ついで1950年から叙爵される1957年まで北ニューカッスル・アポン・タイン選挙区から選出されて庶民院議員を務めた。所属政党ははじめ自由党、後に保守党に転じた。
1941年に枢密顧問官 (PC) に列する。
第1次チャーチル内閣では1942年から1945年まで動力大臣を務める。第2次チャーチル内閣とイーデン内閣では1951年から1954年にかけて食糧大臣、1954年から1957年まで内務大臣を務めた。
1957年にテンビー子爵に叙され、貴族院議員に列した。
1967年2月14日に死去。

## 家族
1921年にエドナー・ジョーンズと結婚した。彼女との間に以下の2男を儲ける。
- 第1子（長男）デイヴィッド・ロイド・ジョージ (1922-1983)、第2代テンビー子爵。
- 第2子（次男）ウィリアム・ロイド・ジョージ（英語版） (1927-2023)、第3代テンビー子爵